# Angelo Parker
Angelo Parker, pseudonimo di Jeffrey Parker (Niagara Falls, 20 marzo 1984), è un wrestler canadese sotto contratto con la All Elite Wrestling.

## Carriera

### Circuito indipendente (2002–2012)
Debuttando già nel 2002, con numerosi ring name, Parker ha lottato a lungo nel suo paese natale, il Canada. In tutto il circuito canadese, Parker ha lavorato nella Northern Championship Wrestling, nell'International Wrestling Syndicate, Wrestling In Canada, Inter Species Wrestling, Capital City Championship Combat, SMASH Wrestling, North Shore Pro Wrestling e molte altre federazioni indipendenti.
Parker ha anche trascorso un lungo periodo della sua carriera lavorando sul circuito americano, apparendo in promozioni tra cui Chikara, Combat Zone Wrestling, Wrestling Is Fun! e Wrestling Is Awesome tra il 2006 e il 2015.

### Ring of Honor (2012–2013)
Debuttando il 6 ottobre 2012 in Ring of Honor (ROH), Parker e Shane Matthews hanno formato i 3.0 e partecipato all'evento Killer Instinct perdendo contro i Bravado Brothers (Harlem Bravado e Lancelot Bravado).

### WWE (2016–2021)

#### NXTe205 Live(2016–2021)
Parker firmò con la WWE nel 2016, venendo mandato nel territorio di sviluppo di NXT, dove debuttò già nella puntata del 27 aprile 2016 quando lui e il suo compagno storico Shane Matthews (qui noto con il ringname Matt Lee) vennero sconfitti dai Revival (Dash Wilder e Scott Dawson). Nel 2018 Parker ha fatto un'apparizione a Raw nella puntata del 30 aprile dove lui e Matthews (lottando rispettivamente come Jean-Paul e Francois) sono stati sconfitti dagli Authors of Pain (Akam e Rezar). Nel febbraio del 2019 Parker è tornato come recluta del WWE Performance Center. Sempre affiancato da Matthews, noto come Matt Lee, sono tornati in azione durante un live event di NXT dove sono stati sconfitti da Humberto Carrillo e Raul Mendoza. Sempre durante un altro live event, del 21 marzo stavolta, Parker e Lee sono stati sconfitti da Adrian Jaoude e Cezar Bononi. Due giorni dopo, Parker e Lee sono apparsi con il loro nome storico, i 3.0, e sono stati sconfitti da Fabian Aichner e Marcel Barthel dell'Imperium. Nella puntata di NXT del 4 settembre Parker e Matt Martel sono stati sconfitti dai Breezango (Fandango e Tyler Breeze). Nella puntata di NXT del 25 settembre gli Ever-Rise, l'alleanza formata da Parker e Matt Martel (nuovo nome di Matt Lee), sono stati sconfitti da Danny Burch e Oney Lorcan. Nella puntata di NXT del 20 maggio 2020 gli Ever-Rise sono stati nuovamente sconfitti da Burch e Lorcan, così come nella puntata di 205 Live del 22 maggio. Nella puntata di 205 Live del 12 giugno gli Ever-Rise hanno sconfitto Adrian Alanis e Leon Ruff. Nella puntata di NXT del 22 luglio gli Ever-Rise sono stati sconfitti nuovamente dai Breezango. Nella puntata di 205 Live del 7 agosto gli Ever-Rise e Tehuti Miles sono stati sconfitti da Danny Burch, Oney Lorcan e Mansoor. Nella puntata di NXT del 14 agosto gli Ever-Rise sono stati sconfitti dal Legado del Fantasma (Joaquin Wilde e Raul Mendoza). Nella puntata di 205 Live del 28 agosto gli Ever-Rise sono stati sconfitti nuovamente da Danny Burch e Oney Lorcan. Nella puntata di 205 Live del 4 settembre il match tra gli Ever-Rise e Danny Burch e Oney Lorcan è terminato in no-contest a causa dell'attacco di Joaquin Wilde e Raul Mendoza del Legado del Fantasma. Nella puntata di 205 Live dell'11 settembre gli Ever-Rise hanno sconfitto Andrew Lockhart e Erik Lockhart. Nella puntata di NXT del 7 ottobre gli Ever-Rise sono stati sconfitti da Drake Maverick e Killian Dain. Nella puntata di NXT del 21 ottobre gli Ever-Rise hanno sconfitto Drake Maverick e Killian Dain per squalifica dopo che Maverick li ha colpiti con una sedia. Nella puntata di 205 Live del 30 ottobre gli Ever-Rise sono stati sconfitti da The Brian Kendrick e Mansoor. Nella puntata di NXT del 4 novembre gli Ever-Rise hanno affrontato nuovamente Drake Maverick e Killian Dain ma l'incontro è terminato in no-contest dopo che la stable formata da Danny Burch, Oney Lorcan, Pat McAfee e Pete Dunne ha attaccato tutti i partecipanti all'incontro. Nella puntata di 205 Live del 20 novembre gli Ever-Rise sono stati sconfitti dai Bollywood Boyz (Samir Singh e Sunil Singh). Nella puntata di 205 Live del 4 dicembre gli Ever-Rise hanno sconfitto i Bollywood Boyz. Nella puntata di NXT del 9 dicembre gli Ever-Rise hanno partecipato ad un Triple Threat Tag Team match che comprendeva anche i Grizzled Young Veterans (James Drake e Zack Gibson) e l'Imperium ma il match è stato vinto dai Veterans. Nella puntata di 205 Live del 18 dicembre gli Ever-Rise hanno sconfitto nuovamente i Bollywood Boyz in un Tornado Tag Team match. Nella puntata di 205 Live del 25 dicembre Parker ha sconfitto Samir Singh. Nella puntata di 205 Live del 1º gennaio 2021 gli Ever-Rise e Curt Stallion hanno sconfitto Ariya Daivari e i Bollywood Boyz. Nella puntata di NXT del 13 gennaio gli Ever-Rise sono stati sconfitti dai Grizzled Young Veterans negli ottavi di finale del Dusty Rhodes Tag Team Classic. Nella puntata di 205 Live del 12 febbraio Parker e Samir Singh furono sconfitti da Ashante "Thee" Adonis e Mansoor. Nella puntata di 205 Live del 19 febbraio gli Ever-Rise e i Bollywood Boyz vennero sconfitti da Ashante "Thee" Adonis, Curt Stallion, Jake Atlas e Mansoor. Nella puntata di 205 Live del 26 febbraio gli Ever-Rise vennero sconfitti da Curt Stallion e Mansoor.
Il 25 giugno gli Ever-Rise vennero svincolati dalla WWE.

### All Elite Wrestling (2021–presente)
Il 4 agosto 2021 i 2.0 debuttarono nella All Elite Wrestling durante l'evento Homecoming facendo coppia con Daniel Garcia e perdendo contro Darby Allin, Eddie Kingston e Jon Moxley.

## Personaggio

### Mosse finali
- Lungblower
- Side Russian Legsweep
- Jagged Edge

### Soprannomi
- "Cool Hand Ang"
- "Jagged"

## Titoli e riconoscimenti
- Chikara
  - Chikara Campeonatos de Parejas (2) – con Shane Matthews
- Combat Revolution Wrestling
  - CRW Tag Team Championship (1) – con Shane Matthews
- International Wrestling Syndicate
  - IWS Canadian Championship (1)
  - IWS Tag Team Championship (2) – con Shane Matthews
  - IWS World Heavyweight Championship (1)
- North Shore Pro Wrestling
  - NSPW Tag Team Championship (1) – con Shane Matthews
- Northern Championship Wrestling
  - NCW Tag Team Championship (2) – con Shane Matthews
- Pro Wrestling Illustrated
  - 271° tra i 500 migliori wrestler singoli secondo PWI 500 (2013)
- Wrestling is Awesome
  - WiA Heavyweight Championship (1)
  - WiA Heavyweight Championship Tournament (2013)